# Bjerget (bygning)
 For alternative betydninger, se Bjerget. (Se også artikler, som begynder med Bjerget)
Bjerget er en prisbelønnet bygning i Ørestad i København tegnet af Bjarke Ingels Group. Bygningen består af 80 lejligheder bygget over et fleretages parkeringshus. Lejlighederne skråner diagonalt langs bygningens tag fra terræn op til 11. etage, hvilket giver en kunstig "bjergside". Hver lejlighed har en mindre have tilknyttet.
Parkeringsanlægget har plads til 480 biler og er malet i flere forskellige farver som en hyldest den den danske designer Verner Panton. Anlægget blev anvendt til afslutningsfesten ved Copenhagen Distortion i 2008.
Det er anlagt lige overfor VM Husene, der også er tegnet af Bjarke Ingels Group i samarbejde med Julien De Smedt fra Belgien.

## Priser
- 2009 ULI Award for Excellence[4]
- 2009 MIPIM Award for best residential development[5]
- 2008 World Architecture Festival Award for "Best Residential Building"
- 2008 Forum AID Award for "Best Building in Scandinavia" i 2008

## Galleri
- "Bjergsiden" set nedefra
- "Himalaya" gavlmaleri
- Parkeringsanlægget
- Parkeringsanlægget
- Bygningen set fra afstand